# هيكتور هرنانديز ماريرو
هيكتور هرنانديز ماريرو (بالإسبانية: Héctor Hernández Marrero)‏ (14 سبتمبر 1995 في إسبانيا - ) هو لاعب كرة قدم إسباني في مركز الهجوم. شارك مع منتخب إسبانيا تحت 19 سنة لكرة القدم. أما مع النوادي، فقد لعب مع أتلتيكو مدريد ب وأتلتيكو مدريد ونادي إلتشي ونادي لاس بالماس.

## وصلات خارجية
- هيكتور هرنانديز ماريرو على موقع قاعدة بيانات كرة القدم.إي يو (الإنجليزية)
- هيكتور هرنانديز ماريرو على موقع Soccerway.com (الإنجليزية)
- هيكتور هرنانديز ماريرو على موقع عالم كرة القدم.نت (الإنجليزية)
- هيكتور هرنانديز ماريرو على موقع AS.com (الإسبانية)